# Gustav Hemming
Gustav Carl Göran Hemming, före 2013 Andersson, född den 31 oktober 1972 i Skinnskattebergs kommun, Västmanland, är en svensk tidigare centerpartistisk politiker. Åren 2006–2024 var han landstingsråd/regionråd i Stockholms läns landsting/Region Stockholm med ansvar för olika områden. Perioden 2022–2024 var han klimat-, infrastruktur- och skärgårdsregionråd. 
I juni 2025 dömdes han till villkorlig dom efter att ha sexuellt ofredat ett 13-årigt barn på Roslagsbanan.

## Biografi
Hemming var biträdande sjukvårdslandstingsråd 2006–2010, miljö- och skärgårdslandstingsråd med ansvar för den då nyinrättade miljö- och skärgårdsberedningen 2010–2014 och har från 2015 ansvar för den nybildade Tillväxt- och regionplanenämnden.  Hans ansvarsområden som landstingsråd för mandatperioden 2006–2010 var tandvård, skärgårds- och miljöfrågor. 2014–2018 hade han ansvar för landstingets arbete med tillväxtfrågor, regionplanering, miljö, skärgård och sjötrafik. 
Hemming har gjort sig känd som förespråkare för privatisering av folktandvården och senare som en förespråkare för ökad pendelbåts- och skärgårdstrafik i Stockholm.
Hemming var även vice ordförande i Centerpartiets Högskoleförbund mellan 1994 och 1996 och har varit ordförande i Centerpartiets HBT-nätverk. Som förbundsstyrelseledamot i Centerstudenter (dåvarande Centerpartiets Högskoleförbund) under 90-talet var han tillsammans med övriga förbundsstyrelsen en del av den interna oppositionen mot Olof Johanssons partiledarskap och politiska inriktning mot samarbete med Socialdemokraterna. Han var en av dem som skrev på det öppna brevet till Centerpartiets riksdagsgrupp om fri vård till papperslösa och gömda invandrare.
I december 2024 lämnade Hemming alla sina politiska uppdrag med omedelbar verkan efter anklagelser om sexuellt ofredande mot barn. Åtal väcktes den 8 maj 2025 och han dömdes till villkorlig dom den 27 juni samma år.